# Sterławki Wielkie (gmina)
Sterławki Wielkie – dawna gmina wiejska istniejąca w latach 1946–1954 w woj. olsztyńskim (dzisiejsze woj. warmińsko-mazurskie). Siedzibą władz gminy były Sterławki Wielkie.
Gmina Sterławki Wielkie powstała po II wojnie światowej na terenie tzw. Ziem Odzyskanych. 28 czerwca 1946 roku jako jednostka administracyjna powiatu giżyckiego gmina weszła w skład nowo utworzonego woj. olsztyńskiego. Według stanu z 1 lipca 1952 roku gmina była podzielona na 12 gromad: Bogacko, Guty, Jeziorko, Kamionki, Kronowo, Martiany, Orło, Sterławki Małe, Sterławki Wielkie, Szczybały Giżyckie, Wronka i Wrony.
Gmina została zniesiona 29 września 1954 roku wraz z reformą wprowadzającą gromady w miejsce gmin. Jednostki nie przywrócono 1 stycznia 1973 roku po reaktywowaniu gmin.